# Церковь в Зёльмнитце
Деревенская церковь в Зёльмнитце (нем. Dorfkirche Söllmnitz) — протестантская деревенская церковь в районе Зёльмнитц (нем. Söllmnitz) города Гера, здание которой было первоначально построено в XV—XVI веках. В период с XVII по XIX век церковь претерпела многочисленные изменения в конструкции здания и его интерьере.

## История и описание
Протестантская евангелическая церковь в деревне Зельмниц (сегодня — район города Гера, Тюрингия) относится к Евангелической церкви Германии (EKD). Зальное здание храма — с одним продольным нефом и многоугольным замкнутым хором, втянутым на юг — было построено в XV—XVI веках. Предположительно, здание возвели на рубеже веков. Его алтарная часть имеет окна без витражей, стрельчатые арки и контрфорсы; на крыше над нефом имеется небольшая сигнатурка, добавленная позднее — сигнатурка завершается заостренным шпилем. Внутри церкви расположены трехсторонние галереи-эмпоры и стасидия; кроме того в здании представлен и единственный орган. С XVII по XIX век приход вносил многочисленные изменения к конструкцию здания и его интерьер. В 2001 году церкви в Зельмнице потребовался срочный ремонт опор крыши, поскольку те находились в аварийном состоянии; общее состояние здания, являющегося городским памятником архитектуры, также вызывало описания как у церковной администрации, так и городских архитекторов.